# Hegyi Énok
Hegyi Énok (Ságod, Zala vármegye, 1808. szeptember 13. – Ságod, 1856. március 16.) ügyvéd, alszolgabíró, táblabíró, 1848-as honvédfőhadnagy, földbirtokos.

## Élete
A Zala vármegyei régi római katolikus nemesi származású Hegyi család sarja. Apja, nemes Hegyi Mihály (1766–1831), ügyvéd, ságodi földbirtokos, anyja, Vrancsics Rozália asszony volt. Keresztszülei boldogfai Farkas György (1778–1823), táblabíró, zélpusztai földbirtokos, és annak az anyai nagynénje, özvegy rajki Rajky Boldizsárné lovászi Jagasics Regina (1754-1812) voltak.
Alap tanulmányai befejezése után, Zágrábban jogot tanult, majd később a győri királyi jogakadémián végezte a jogi tanulmányait 1828-ban. A botfai uradalom ügyészeként dolgozott. 1831-től Zala megye tiszteletbeli alügyésze, és a reformkorban a helyi zalai liberális ellenzék meggyőződéses tagja. Az 1840-es évek derekán Zalaegerszeg mezőváros vezetőinek megválasztása kapcsán két pártra oszlottak a város polgárai is. A korábbi feudális kiváltságokhoz, hagyományokhoz és elavult bíróválasztási gyakorlathoz ragaszkodó, úgynevezett „magyar párt” városi hangadói egytől egyig meggyőződéses konzervatívok voltak, és a fontolva haladók megyei kortesvezérei közé tartoztak, míg a németeknek csúfolt zalaegerszegi párt hívei, akik magukat „józan haladó lakosoknak” nevezték, olyan meggyőződéses liberálisok köré csoportosultak, mint Koppány Ferenc főadószedő, vagy a város önkormányzati reformját kezdeményező ságodi táblabíró, Hegyi Énok. Csány László és zalabéri Horváth János a zalai Deák-párt főkortesei korteshadjárat keretében rendezték meg 1843. május 23.-án a ságodi erdőben, Hegyi Énok táblabíró birtokán azt a május ünnepet, amely talán a zalai Deák-kultusz egyik csúcspontjának is tekinthető. Erről a Regélő és Honderű lapok is beszámoltak, kiemelve: az ünnep alkalmából hat-hétszáz főre becsült társaság jelenlétében 12 taracklövéssel köszöntötték „Zala csillagát”, Deák Ferencet a természet „szabad templomában”. Itt, a fák között tálalták fel a vacsorát, miközben zenészek fokozták a jókedvet. A vigadalom végét tűzijáték előzte meg. Az 1845-től listázott zalai önkéntes adózó nemesek között Hegyi Énok szerepelt Deák Ferenc és több más nemes úr mellett is.
Az 1848-as szabadságharc kitörése után 57 darab, 208 forint becsértékű ezüstneműt és külön 15 forintot pénzben adományozott a nemzetőrség felállítására. Az 1-ső századnál honvéd főhadnagyként szolgált a szabadságharc alatt zalabéri Horváth Vilmos honvédszázados alatt. 1848. április 3.-án Pölöskén Hegyi Énok táblabíró egyenesen a jobbágyságnak kimondotta, hogy attól a naptól fogva az uraságnak sem robottal, sem kilenceddel nem tartoznak, és ennélfogva többé robotra elmenni nem is kötelesek. 1849-ben császári katonákat kísérelt meg a magyar oldalra állítani. Hegyi Énokot nem tudták ugyan rögtönítélő bíróság elé állítani, de elfogták, vasra verték, és Bécsbe szállították, hogy ott állítsák büntető törvényszék elé. Ezután 4 évig Olmützben raboskodott. Ezután Zala megyébe tért vissza és a ságodi földbirtokán gazdálkodott egészen haláláig 1856-ban.

## Házassága
Zalaegerszegen 1823. szeptember 23.-án feleségül vette tekintélyes római katolikus nemesi származású miskei és monostori Thassy család sarját, miskei és monostori Thassy Mária Franciska (Zalaszentmihály, 1809. december 31.–†Alibánfa, 1881. február 4.) kisasszonyt, akinek a szülei miskei és monostori Thassy Ferenc (1774–1859), földbirtokos, és iszkázi Árvay Borbála asszony voltak. Az apai nagyszülei miskei és monostori Thassy János, földbirtokos és rajki Rajky Terézia voltak. Az anyai nagyszülei iszkázi Árvay József és martonfalvai Martonfalvay Klára voltak. Hegyi Énok és Thassy Mária házasságából nem született gyermek. Hegyi Énok halála után Thassy Mária 1864. november 10-én Alibánfán, férjhez ment nemes Sipos György (1814–1882) alibánfai földbirtokoshoz. Sipos György nővére nemes Takács Pálné nemes Sipos Katalin (1811– 1895), akinek a lánya nemes Takács Etelka (1838–1899), iszkázi Árvay Sándor (1826–1914), 1848-as honvéd hadnagynak a felesége volt.